# تحول اليهود إلى الكاثوليكية خلال الهولوكوست

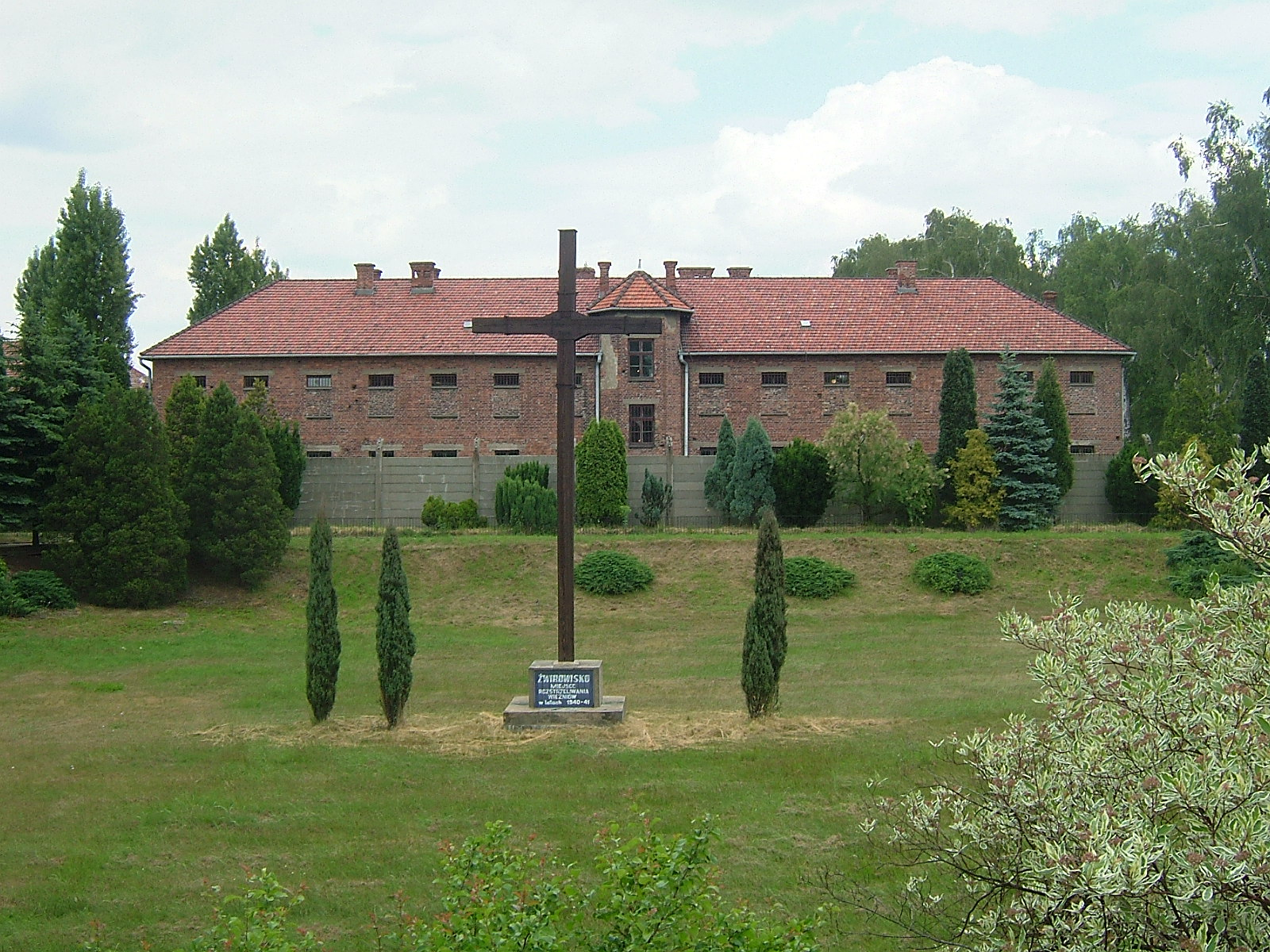

إن تحول اليهود إلى الكاثوليكية أثناء الهولوكوست هو واحد من أكثر الجوانب المثيرة للجدل في سجل البابا بيوس الثاني عشر أثناء الهولوكوست. ووفقًا لجون مورلي، والذي كتب عن دبلوماسية الفاتيكان أثناء الهولوكوست، فإن «أحد الاهتمامات الرئيسية للفاتيكان، خاصةً في الأيام الأولى للحرب، كان هؤلاء اليهود الذين تحولوا إلى الكاثوليكية». ويزعم مورلي كذلك أن بيوس الثاني عشر «كان، بشكل شبه حصري، قلقًا بشأن اليهود المعتمدين». علاوة على ذلك، غالباً ما يُشار إلى خوف بيوس الثاني عشر من الأعمال الانتقامية ضد «الكاثوليك غير الآريين» كدافع له لعدم التحدث ضد الهولوكوست علناً.
في العديد من دول المحور والمحتلة، قيدت التشريعات العنصرية النازية أو حظرت أو لم تعترف بتحول اليهود إلى المسيحية. في جميع أنحاء أوروبا، في كرواتيا وفرنسا وألمانيا والمجر وإيطاليا ورومانيا وسلوفاكيا، أنقذت أقوال بيوس الثاني عشر احتجاجاتهم القوية لأثار القوانين المختلفة المعادية لليهود على اليهود المعمدين. وفقاً لروث وريتنر «هذه نقطة رئيسية لأنه، في المناقشات حول بيوس الثاني عشر، يشير المدافعون عنه بانتظام إلى شجب العنصرية والدفاع عن المتحولين اليهود كدليل على معارضة اللاسامية من كل الأنواع». وتعتبر المحرقة واحدة من أكثر الأمثلة الحادة على «القضية المتكررة والمؤلمة للغاية في الحوار الكاثوليكي اليهودي»، أي «الجهود المسيحية لتحويل اليهود».
منذ انعقاد المجمع الفاتيكاني الثاني، قام البابا يوحنا الثالث والعشرون والبابا بولس السادس، بتغيير ملحوظ في عرض عقيدة الكنيسة الكاثوليكية فيما يتعلق باليهودية. وجاء المجمع الفاتيكاني الثاني ليؤكد ما ذهب إليه البابا بولس السادسوطالب بعلاقات طبيعية مع اليهود. ويرى بعض المحللين أن العرض كان «استجابة متأخرة للمحرقة» وتدعي أن «حملات تحويل اليهود لم تعد مقبولة من الناحية الدينية في الكنيسة الكاثوليكية».

## مشروع التأشيرة البرازيلية
مشروع التأشيرة البرازيلية هو الاسم الذي أطلقه المؤرخون على مشروع الكنيسة الكاثوليكية خلال الحرب العالمية الثانية للسماح لليهود المتحولين بالهجرة إلى البرازيل من أجل الهروب من الإضطهاد النازي في المسرح الأوروبي للحرب. في مارس من عام 1939، طلب العديد من أعضاء الكنيسة الرومانية الكاثوليكية الألمانية من البابا بيوس الثاني عشر المنتخب حديثًا تقديم التماس إلى الحكومة البرازيلية للحصول على تأشيرة هجرة لـ3 آلاف شخص من اليهود الكاثوليك الألمان ليستقروا في البرازيل. تبع ذلك سنتان من التبادلات الدبلوماسية، بدءاً بتوجيه من الكاردينال ووزير الدولة لويجي ماغليون إلى بينيديتو ألويسي ماسيلا، السفير البابوي في ريو دي جانيرو، لطلب تأشيرات من الرئيس جيتوليو فارجاس. تم قبول تأشيرات الدخول بشكل رسمي من قبل جيتوليو فارجاس في 20 يونيو من عام 1939.
منذ البداية، جاءت التأشيرات بشروط صارمة، «بعضها ضروري وبعضها معوقات أخرى»، والتي أصبحت أكثر صرامة مع مرور الوقت. وكانت التأشيرات متاحة لليهود المعمدين في ألمانيا وبلدان أخرى، ولكن طُلب منهم تقديم توصية من السفارة الوطنية في بلدهم. وكان المهاجرون مطالبين كذلك بإثبات أن معموديتهم حدثت قبل عام 1933. وتم رفض منح تأشيرات لليهود البروتستانت. وشملت الشروط اللاحقة تحويل نقدي كبير إلى بنك البرازيل وموافقة مكتب الدعاية البرازيلي في برلين. وفي مواجهة هذه العقبات الكثيرة، كتب الكاردينال ثيودور إينيتزر من فيينا إلى البابا بيوس الثاني عشر في 4 فبراير من عام 1941، طالباً مساعدته الفورية في منح التأشيرات، في ضوء بداية ترحيل 60,000 يهودي من فيينا، وعلى الأقل 11,000 كانوا من اليهود الكاثوليك. وأجاب أحد الردود على الصعوبات المختلفة المرتبطة بهذه الخطوة. ولم يكن إينيتزر راضياً عن ذلك، واشتكى مرة أخرى في وقت لاحق من ذلك الشهر. وتم تعليق برنامج التأشيرة في 3 سبتمبر 1940 وانتهى رسميًا في 20 نوفمبر من عام 1941. ورفضت الحكومتان الإسبانية والبرتغالية الفاشية إصدار تأشيرات سفر لأولئك الذين يستخدمون تأشيرات الهجرة إلى البرازيل. وقام الكاردينال ثيودور إينيتزر بتحديث الكرسي الرسولي مرة أخرى على الوتيرة المتزايدة لعمليات الترحيل في 20 مايو من عام 1942 وحاول الفاتيكان للمرة الأخيرة مناشدة الحكومة البرازيلية في يوليو من عام 1942 وكتب الكاردينال ووزير الدولة لويجي ماغليون في ديسمبر من عام 1941 إلى الأسقف: «كما أخبرتم بالتأكيد [...] غادر العديد من المهاجرين و- يؤسفني أن أقول - حسب مما قيل لي، لم يتطابق الكثير مع القلق الذي أظهره الكرسي الرسولي نيابة عنهم».
من الصعب التحقق من العدد الدقيق للتأشيرات التي صدرت. تم تخصيص 1,000 تأشيرة فقط للسفارة البرازيلية في الفاتيكان، ومعظمها - على الرغم من أنها ليست كلها - ربما استخدمت. لم يتم أبداً استخدام الـ2,000 وبقيت بين يدي المسؤولين البرازيليين في ألمانيا، ولم تستخدم حتى في الأشهر الأولى من المشروع. وكان ماجليوني«مذعوراً بشكل ملحوظ» لإلغاء البرنامج، وكان رده على السفير البرازيلي حول إمكانية إعادة البرنامج في المستقبل «غير شخصي ومثير للدهشة». ويرى المؤرخ مورلي أهمية مشروع التأشيرة البرازيلية بأربعة أضعاف: أولاً، في إظهار اهتمام بيوس الثاني عشر «بشكل أساسي، بشكل حصري تقريبًا» باليهود المتحولين، ومشاهدة اضطهادهم في المقام الأول على أنه انتهاك لحقوق الكنيسة؛ ثانياً في تجسيد الاعتماد على الدبلوماسية، حتى «كغاية في حد ذاتها»؛ وثالثاً، في إظهار إحجام البابا عن تعكير الوضع الراهن، «حتى عندما تراجعت دولة كاثوليكية عن وعدها للبابا». وأخيرًا، استخدام الفشل السابق كـ«اعتذار» ضد المقترحات اللاحقة لمساعدة اليهود.

## حسب الدول

### كرواتيا
في عام 1943، أصدر الكاردينال ماغليون تعليماته إلى ألويسيوس ستيبناك، رئيس كرواتيا لإنقاذ «أكبر عدد من اليهود، والذين تحولوا في معظم الأحيان، قدر الإمكان خلال جولة النازية المقبلة». وفقاً لمورلي «هناك تيار أساسي في كل جهود ماركوني التي يبدو أن اهتماماته وأنشطته توجهت إلى أولئك اليهود الذين كانوا عُمدوا ككاثوليك أو كانوا متزوجين من الكاثوليك أن لا يتعرضوا للأذى».

### فرنسا
كان أحد الاحتجاجات الرئيسية للسفير البابوي فالريو فاليري ضد التشريع العنصري في فرنسا الفيشية هو أن التأثير على المتحولون اليهود كان الأساس للاحتجاجات في الفاتيكان: «أي موقف حكومي لا يعترف بحقوق الكنيسة كان مصدراً للشكوى من الفاتيكان. لا يوجد أساس للإيحاء بأن أي من الأحكام الأخرى أعطى مناسبة للشكوى».

### المجر
أبرق أنجلو روتا، السفير البابوي في المجر، والذي يعتبر من أبطال الذاكرة في القدس، إلى الأمين سر الدولة في الفاتيكان لإبلاغه إلى الحاجة لإنقاذ اليهود، وخاصةً أولئك الذين تحولوا إلى الكاثوليكية. وقدم السفير البابوي في المجر خطابات حماية للعديد من اليهود خلال المحرقة، على الرغم من أن معظمها ذهبت إلى المتحولين إلى الكاثوليكية. أيدت الكنيسة الهنغارية الكاثوليكية خلال ثلاثينيات وأربعينيات القرن العشرين الجهود المبذولة لتطهير النفوذ اليهودي «بإستثناء بعض الاحتجاجات الضعيفة ضد إدراج المتحولين اليهود في الإجراءات المعادية لليهود المتزايدة الشدة».